# Pont-de-Salars
Pont-de-Salars ist eine französische Gemeinde mit 1.630 Einwohnern (Stand: 1. Januar 2022) im Département Aveyron in der Region Okzitanien. Sie gehört zum Arrondissement Millau.

## Geographie
Pont-de-Salars liegt etwa 13 Kilometer südöstlich von Rodez am Viaur, in den hier der Vioulou mündet. Im Gemeindegebiet liegen die aufgestauten Seen Lac de Bage und Lac de Pont-de-Salars. Umgeben wird Pont-de-Salars von den Nachbargemeinden Le Vibal im Norden, Ségur im Nordosten und Osten, Prades-Salars im Osten und Südosten, Canet-de-Salars im Südosten und Süden, Trémouilles im Süden und Südwesten sowie Flavin im Westen.
Durch die Gemeinde führt die frühere Route nationale 111 (heutige D911).

## Bevölkerungsentwicklung
| Jahr                       | 1962 | 1968 | 1975 | 1982 | 1990 | 1999 | 2006 | 2012 | 2019 |
| Einwohner                  | 1212 | 1229 | 1300 | 1391 | 1422 | 1414 | 1542 | 1642 | 1639 |
| Quellen: Cassini und INSEE |      |      |      |      |      |      |      |      |      |

## Sehenswürdigkeiten
- Kirche Saint-Georges, seit 1987 Monument historique
- Kapelle Notre-Dame-de-Salars
- Burgruine Camboulas, ursprünglich im 11. Jahrhundert erbaut
- Brücke Saint-Georges, seit 1978 Monument historique

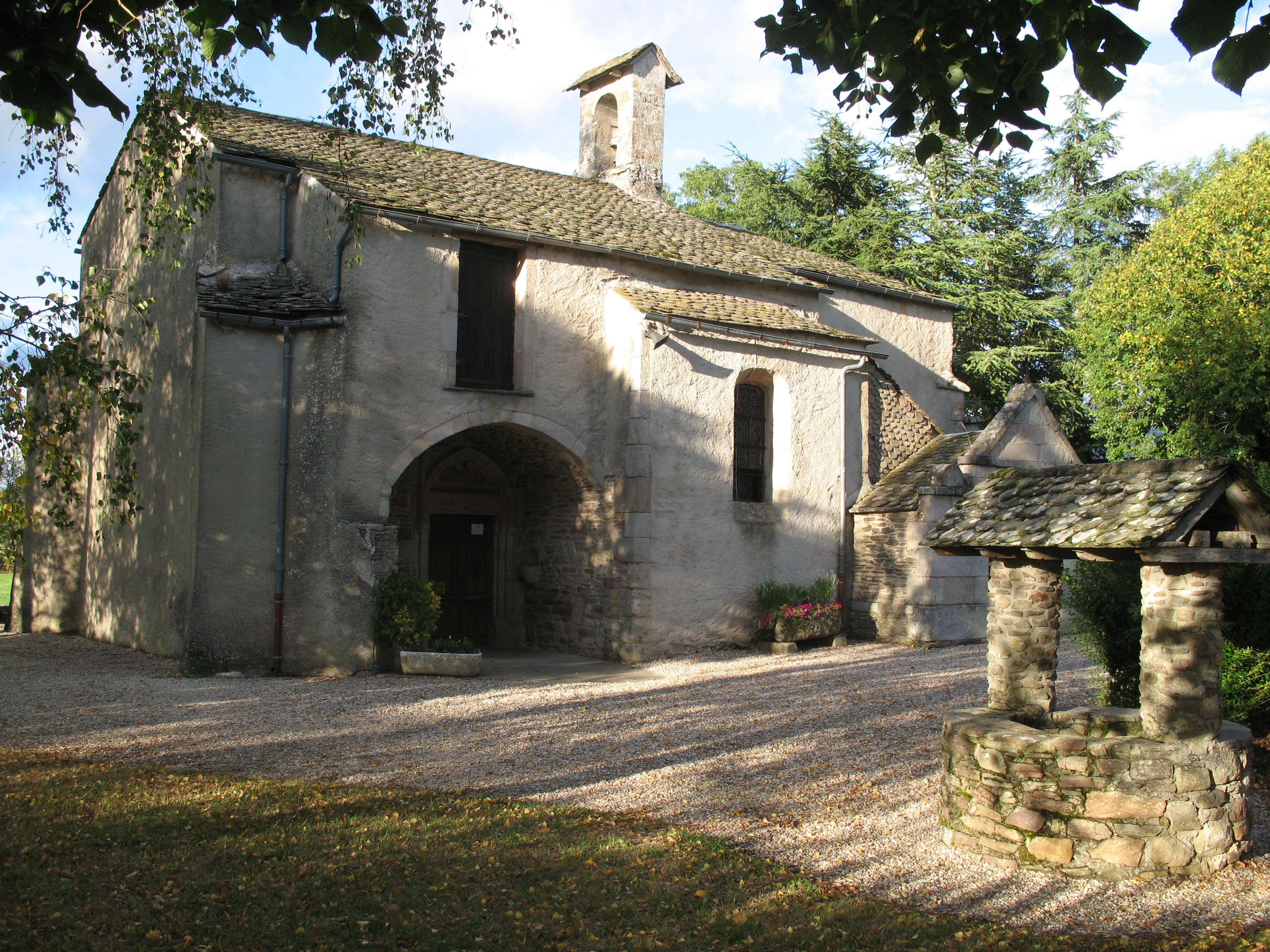
Kapelle Notre-Dame-de-Salars
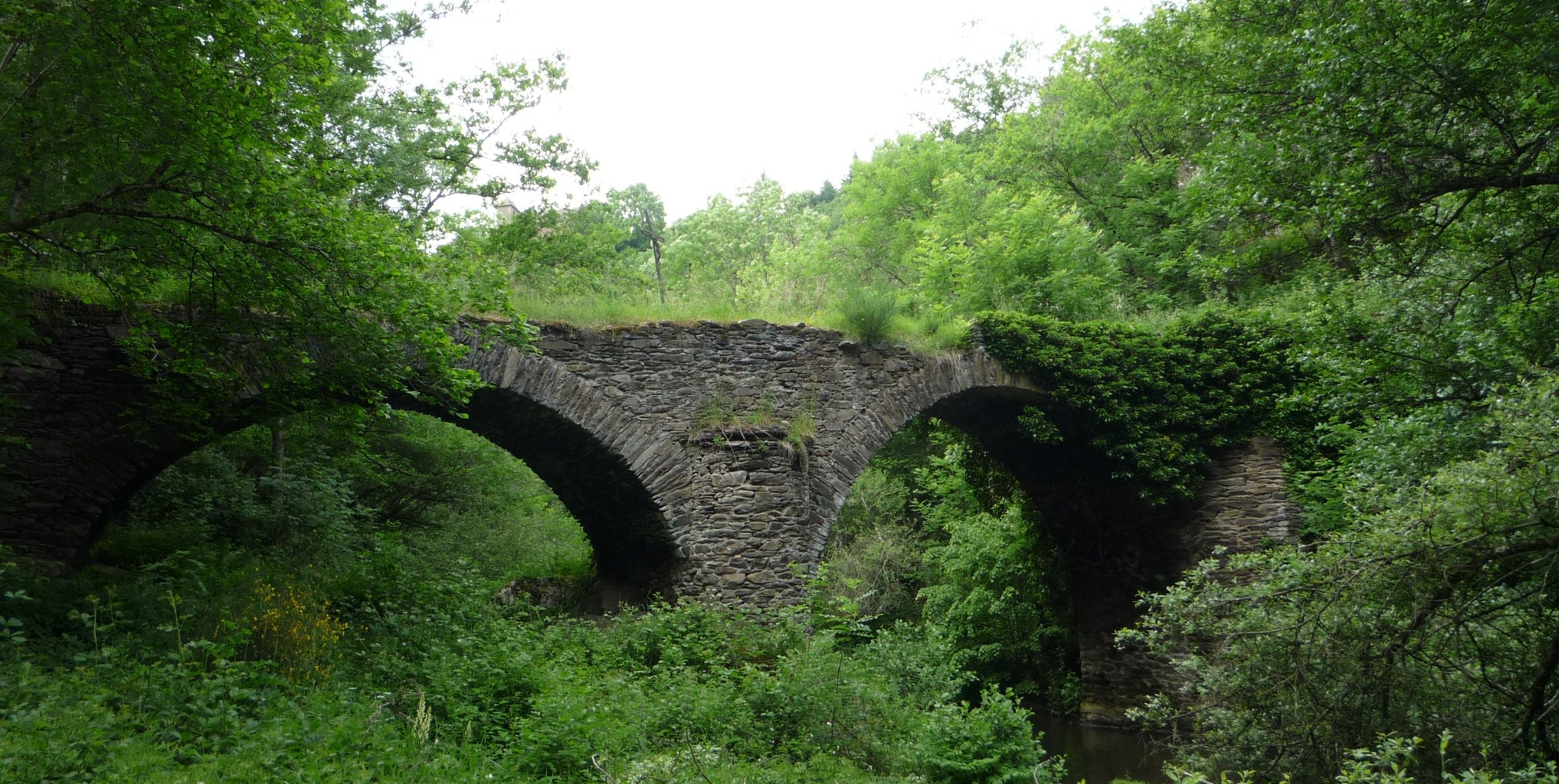
Brücke Saint-Georges

## Persönlichkeiten
- Émile Pouget (1860–1931), Anarchist